# Visan
Visan – miejscowość i gmina we Francji, w regionie Prowansja-Alpy-Lazurowe Wybrzeże, w departamencie Vaucluse.
Według danych na rok 1990 gminę zamieszkiwały 1514 osoby, a gęstość zaludnienia wynosiła 37 osób/km² (wśród 963 gmin regionu Prowansja-Alpy-W. Lazurowe Visan plasuje się na 309. miejscu pod względem liczby ludności, natomiast pod względem powierzchni na miejscu 201.).

## Populacja

Populacja Visan w latach 1962-2008